# 地図と測量の科学館
地図と測量の科学館（ちずとそくりょうのかがくかん、英語: The Science Museum of Map and Survey）は、茨城県つくば市北郷にある科学館。地図と測量に関する展示を行う、日本で初めての施設である。
ゲーム感覚で地図や測量に関して学べるように工夫された施設であり、例年6月3日の測量の日に合わせて開催される企画イベントや、年に数回入れ替えられる企画展などが実施されている。

## 概要
地図と測量、およびその関連技術に関する原理・仕組みと生活との関わりについて展示するとともに、国土地理院の保有する地図・航空写真などの情報を提供する施設である。地理や地形に関しての知識が得られ、コンピュータの地図などに触れることができる。床面積5,464m2、2階建ての展示館と、屋外の「地球ひろば」から成る。

### 展示館内[4]
| 階  | 展示施設等                                                               |
| 2階 | 常設展示室・特別展示室                                                   |
| 1階 | ホール・オリエンテーションルーム・売店・地図のギャラリー・情報サービス館 |

館内は自由見学であるが、ガイドを申し込むこともできる。測量の日のキャラクターである「マッピーくん」が地図と測量の科学館のキャラクターとしても活躍している。
- 開館時間：9時30分 - 16時30分（入館受付は16時まで）
- 休館日：月曜日（祝日の場合は翌日）、年末年始

## 展示館
入り口のホールには日本列島空中散歩マップ（10万分の1スケール、縦7m×横25m）があり、赤青の3Dメガネをかけると立体的に見える。階段には、著名な測量技術者の肖像画が掲示されている。

### たっちず
タッチできる画面で地図がみることができる。高さや昔の地図を見ることができる。

### 常設展示室
メインの展示室。入り口のワープトンネルを通り、トンネルの左側に「A.地球に向かう」、トンネルの奥（裏側）に「B.情報に向かう」、トンネルの右側に「C.暮らしに向かう」の3つのテーマに沿って展示されている。全部で30のコーナーから成り、パネル・コンピュータグラフィックス・測量機器・コンピュータなどを利用した展示がある。
A.地球に向かう
グローバルスケールの展示を行う。「大地からのコール」のコーナーでは、風の音や鳥の声などが流れ、「位置を示す」のコーナーでは、日本経緯度原点や日本水準原点の解説と一等三角点の標石や対空標識の展示がされている。
B.情報に向かう
パブリックスケールの展示を行う。「目測の天才」のコーナーでは、距離・高さ・角度を目測で推定し、クイズ形式でその精度を測ることができる。日本の古地図と世界各国の地形図の展示もある。
C.暮らしに向かう
ヒューマンスケールの展示を行う。「地図工房」のコーナーではコンピュータを用いた地図製作体験、「地図をつくろう」のコーナーでは型紙を使った富士山の地図製作体験ができる。

### 特別展示室
年に数回開催される企画展の会場として利用される。第1回の企画展は、「地図 楽しさと遊びの世界」と題して、日本や世界のさまざまな時代の絵地図や鳥瞰図が展示された。2012年（平成24年）5月現在の企画展は「東日本大震災から1年」である。

### オリエンテーションルーム
130インチ（3.302m）の大型スクリーンを持つ、会議室とオーディオ・ビジュアルルームを兼ねた部屋である。80人程度収容。児童向けの映像上演のほか、学会の会場として使用されたこともある。

### 売店
財団法人日本地図センターの「つくば販売カウンター」であり、国土地理院が発行する最新の全地図のほか、官民の発行した地図帳、地図や測量に関する図書、地図グッズ（地球儀・キルビメータなど）を販売する。以前は喫茶室が併設されており、喫煙可能であった。

### 情報サービス館
戦後から現在までの空中写真（1948年〈昭和23年〉まではアメリカ軍撮影、以降は国土地理院）、明治以降の旧版地形図、世界各国の地図、「基準点成果」などの閲覧と謄本の交付を行う。ホールと情報サービス館の間を結ぶ通路は「地図のギャラリー」として、国土地理院の主題図や数値地図を出力した地図を展示する。

## 地球ひろば

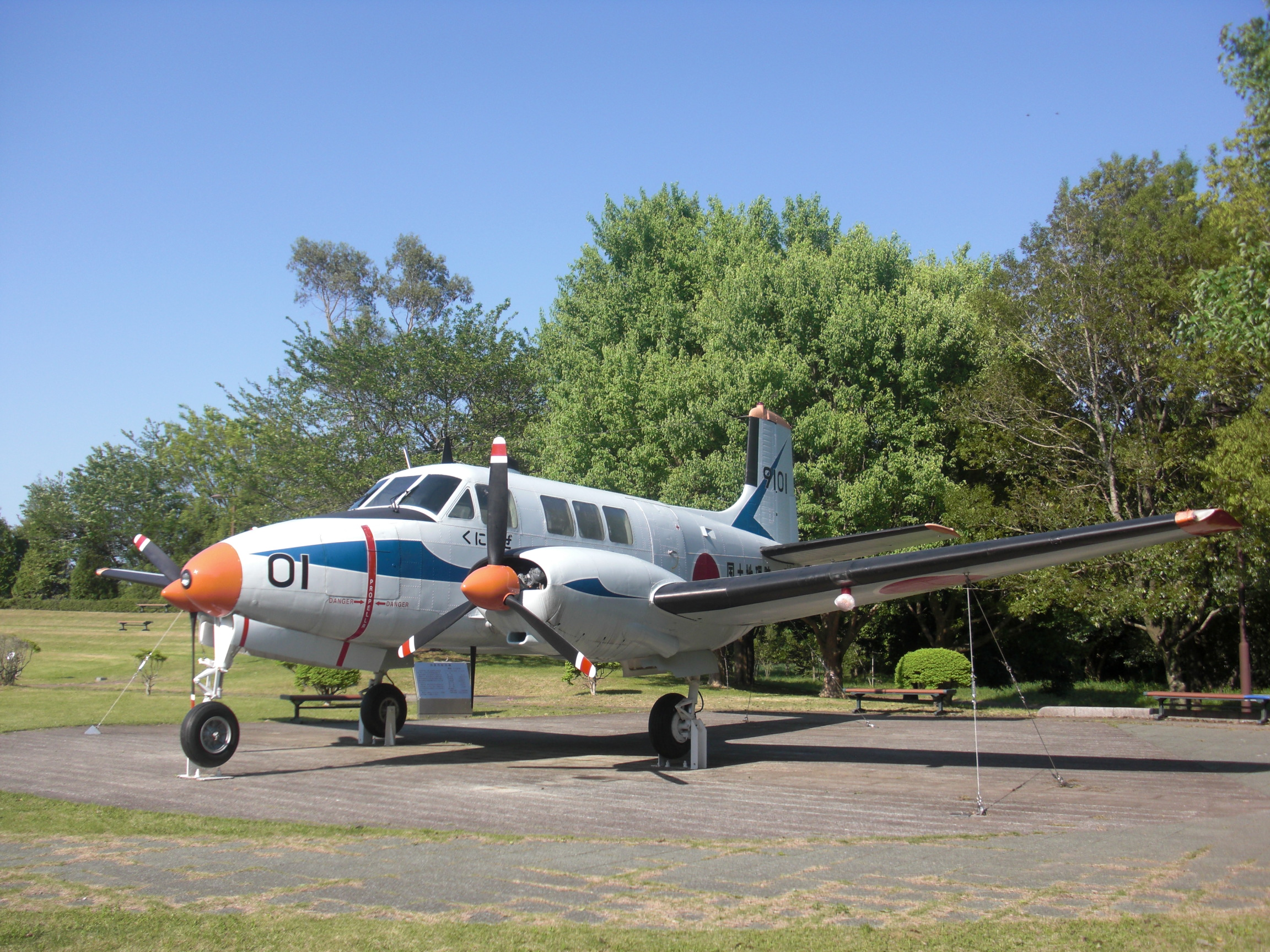
「くにかぜ」

屋外展示であり、メインは20万分の1地勢図をつなぎ合わせて作ったセラミックタイルでできた球体模型である。地球の丸さや日本の国土の広さを体感できる。つくば市を中心として、日本列島全体を包含する半径2,200kmの範囲を切り取ったもので、実際の直径は21.5mである。身長170cmの人が球体の上に立つと、高度約300kmの軌道上にある人工衛星から日本を見下ろしているのと同じように見える。2011年（平成23年）3月11日に発生した東日本大震災以降、一般公開を中止していたが、大塚オーミ陶業が修復し、平成の大合併を反映した地勢図を使った模型に生まれ変わった。
測量用航空機「くにかぜ」の展示も行われている。

## 歴史
地図と測量の科学館の開館前より、地図関係の書物を多数所蔵する機関は、国立歴史民俗博物館や神戸市立博物館、天理大学附属天理図書館など日本各地に存在したが、「地図専門」の博物館はなく、ましてや測量に関する博物館は存在しなかった。また既存の地図関係資料を所蔵する機関は、すべての人々にとって親しみやすい施設であるとは言い難い状況であった。そこで、1988年（昭和63年）4月21日に日本学術会議は「科学技術の最先端を行く国にふさわしい地図に関する博物館」の建設を内閣総理大臣に対して提言した。提言時点での施設名の仮称は「国立地図博物館」であった。
これを受けて、国土地理院は有識者の意見を聞きながら、地図や測量について親しめるような施設を設置することを検討することになった。そして1996年（平成8年）6月1日に「地図と測量の科学館」が開館した。この年の夏には、日本国際地図学会の定期大会が、オリエンテーションルームで開催された。
2011年3月11日に東北地方太平洋沖地震が発生、地図と測量の科学館も被災したが、4月23日より再開した。しかしその時点で地球ひろばの球体模型は復旧しておらず、同年12月23日に修復されたものが公開された。制作費用は5355万円である。

## 交通
駐車場あり（無料）。
- 首都圏新都市鉄道つくばエクスプレスつくば駅（つくばセンター）より
  - 自動車で約10分[2]。
  - 関東鉄道バス建築研究所行き（土休日運休[23]）、つくばサイエンスツアーバス北回り（土休日運転[24]）、下妻駅行きのいずれかに乗車、国土地理院下車、すぐ。
- 首都圏中央連絡自動車道つくば中央ICより茨城県道19号取手つくば線経由、約6km（約20分）。
- 常磐自動車道桜土浦ICより国道354号および学園西大通り経由、約11km（約30分）。